# Schönstatt

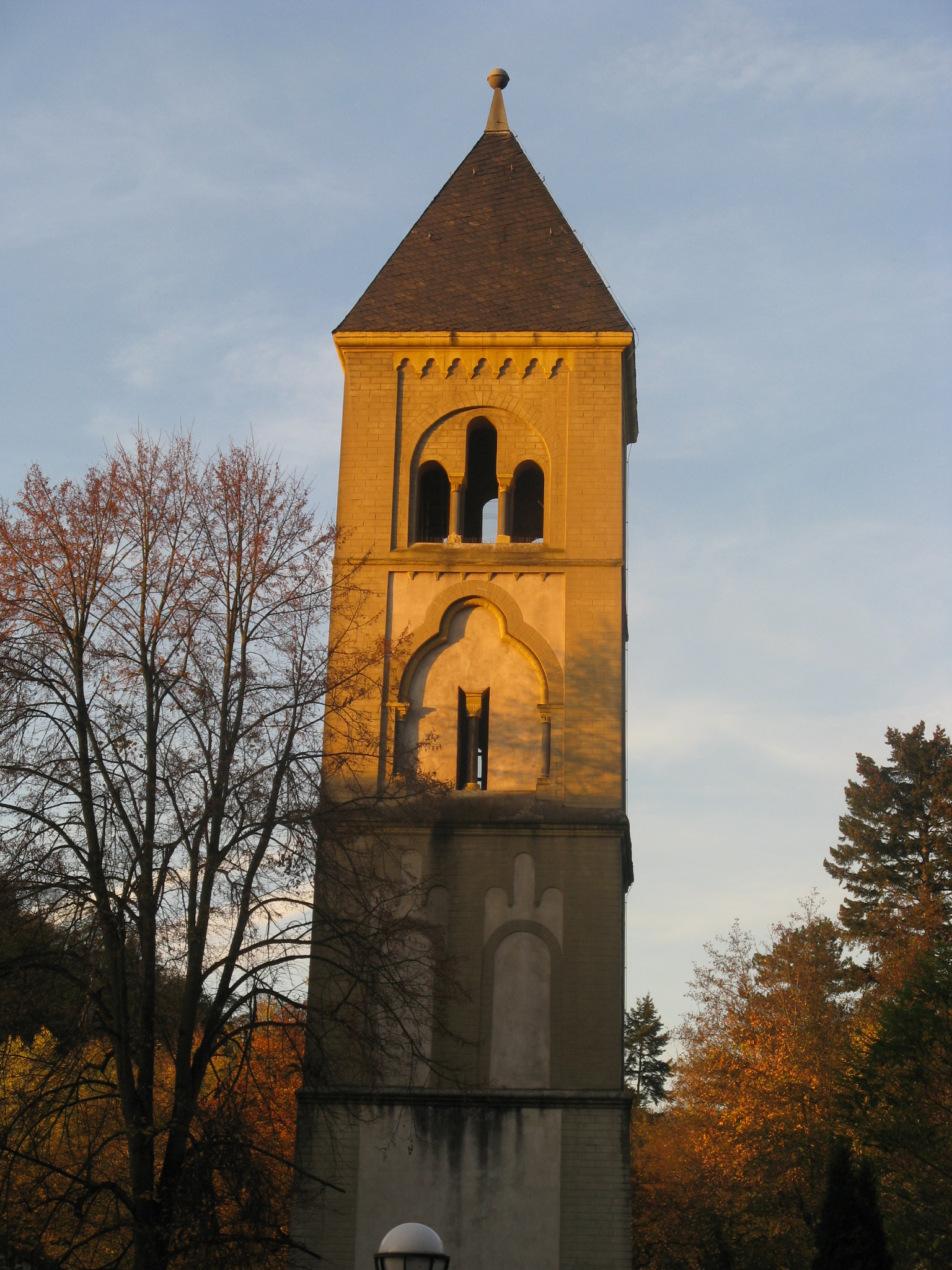
Vallendar-Schönstatt – wieża klasztoru augustianek

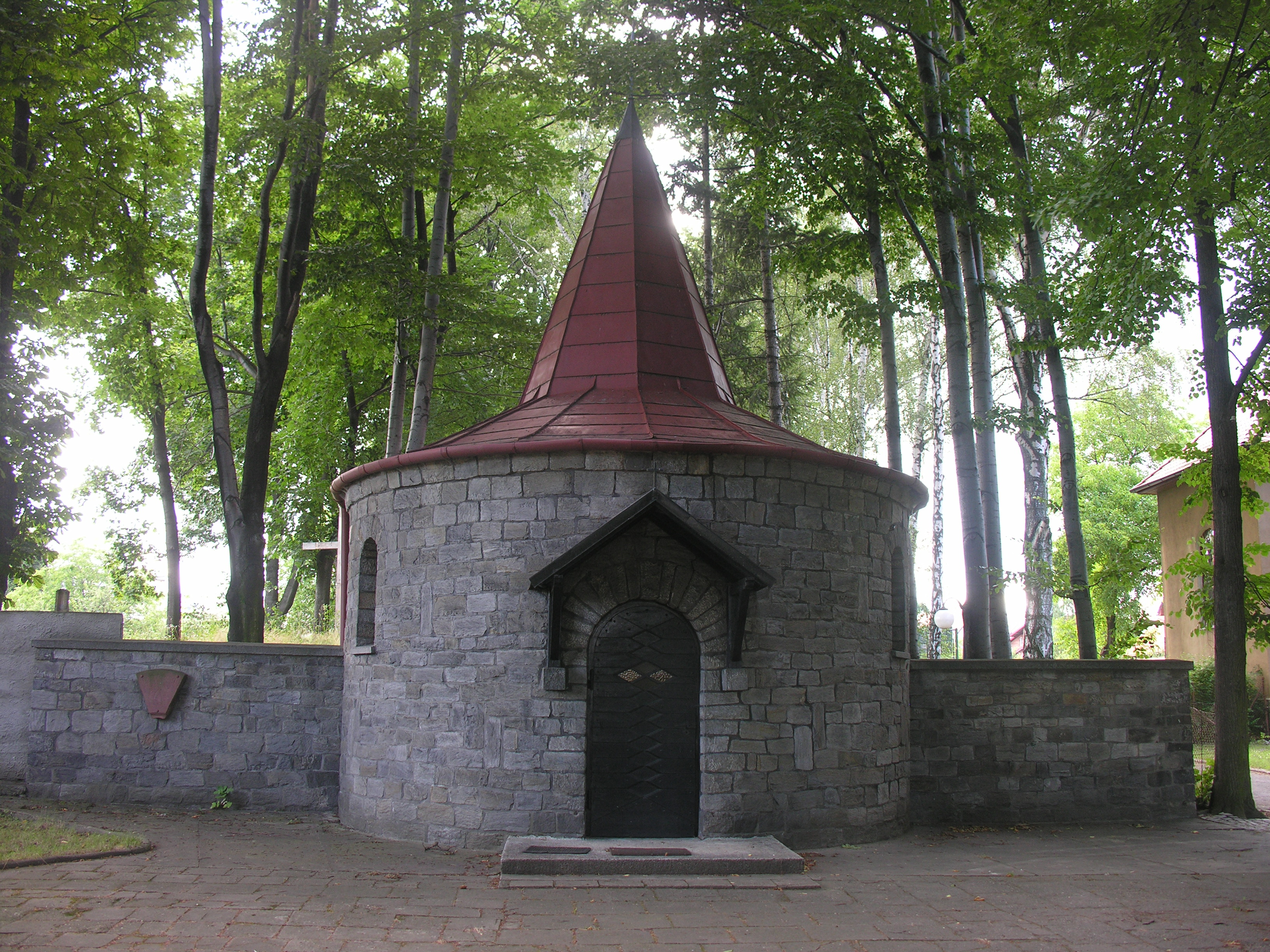
Kaplica szensztacka w Ząbkowicach Śląskich

Schönstatt – część miasta Vallendar nad Renem koło Koblencji w Niemczech (Nadrenia-Palatynat).

## Początki
Miejscowość wymieniana po raz pierwszy jako piękne miasto w 1143. Istniał tu klasztor augustianek, z którego pozostała romańska wieża.

## Ruch Szensztacki
Istotnym elementem historii i współczesności miasta jest obecność i działalność pallotynów, którzy w 1901 przenieśli część swojej szkoły misyjnej z Koblencji-Ehrenbreitstein. To właśnie tutaj, w 1914 powstał Ruch Szensztacki, założony przez Josefa Kentenicha. Początkowo miejscem spotkań grupy była opuszczona kaplica cmentarna św. Michała Archanioła przy klasztorze augustianek. Schönstatt pozostaje do dziś światowym centrum tego Ruchu, a na świecie znajduje się około 180 kaplic szensztackich, budowanych ściśle na wzór tej cmentarnej z Schönstatt.